# Château de Chamaret
Le château de Chamaret  situé dans le département de la Drôme sur la commune de Chamaret est mentionné dès le XIIe siècle.

## Histoire
Le château de Chamaret («camaretum castrum») est attesté dans le cartulaire de Richerenches en1157, : la construction de la forteresse féodale commence en 1136 sous Dodon Ier de Chamaret et s'achève en 1157, sous Dodon II.
À la suite du partage des biens de la famille entre les descendants en 1254, Amalric de Chamaret, de la branche cadette, fait construire son propre donjon, la Tour Sud, que l'on appelle aujourd'hui « Le Pigeonnier ». À cette époque, deux frères se partagent la forteresse : l'aîné possède la forteresse primitive, le second la nouvelle tour. Recherchant protection, Amalric, le cadet, prête hommage à l'évêque de Saint-Paul-Trois-Châteaux tandis que son frère aîné reste indépendant, jusqu'à ce qu'il soit inféodé aux Adhémar en 1255 : l'évêque et les Adhémar se partagent alors sa suzeraineté ; une muraille est construite entre les deux tours. Les Adhémar entrent en possession complète de Chamaret en 1506, et transforment la Tour Sud, devenue inutile, en colombier.
Les guerres de Religion n'épargnent pas la forteresse qui change de mains plusieurs fois.
La partie nord du château s'écroule en 1696 puis avec le séisme de 1772. La Tour, construite dans une pierre d'excellente qualité, résiste.
En 1736, le comte de Muy achète tout le comté de Grignan. Le château de Chamaret, et la commune, restent aux mains de cette famille jusqu'à la Révolution, qui n'entraînera pas de troubles importants, la forteresse étant déjà en grande partie ruinée.
Tout au long du XIXe siècle, le site sert de carrière de pierres aux habitants du village.
Grâce au très généreux legs d'un habitant de la commune, Xavier Sylvestre, une restauration partielle fut effectuée entre 1894 et 1895 : la Tour fut remise en état et la plateforme rocheuse consolidée par un mur de soutènement. Lors de la restauration, à la demande du légateur, une cloche est également installée au sommet de la Tour.
Une opération d'archéologie préventive est entreprise à la suite de l’inscription du site à l'inventaire supplémentaire des Monuments historiques en 1992.

## Architecture
Il ne reste que des vestiges, des restes des deux enceintes de fortification, le donjon et deux corps de logis dont l'un est flanqué du donjon restauré.

### La tour
Cette tour de plan carré renforcée d'un contrefort est aussi curieuse qu’énigmatique et les archéologues ne sont pas d’accord.
L’opinion la plus répandue est que l’on est en présence d’une tour à signaux. Sa façade complètement unie, dépourvue de meurtrières et de tout ornement, ne peut lui donner la destination d’un donjon. Elle n’a donc pu être employée par les comtes de Grignan ou par la commanderie des Templiers, de Richerenches, qu’au service de leurs communications.
Ruinée en partie pendant la Révolution, elle fut restaurée en 1895 grâce au généreux leg d'un habitant de Chamaret à son pays natal. Les travaux de restauration de la tour de Chamaret en 1895 ont fait apparaître sous la tour actuelle des fondations d'un bâtiment plus ancien, très probablement les vestiges d'une specula romaine (tour d'observation et de signalisation édifiée par les Romains au IVe siècle après J.-C. pour se protéger des invasions barbares).
Haute de 30 mètres, elle offre de son sommet une vue splendide sur la plaine de Valréas et les montagnes environnantes.

### Le château
Les ruines de l’ancien château seigneurial se trouvent au sud de cette tour.
La tour dite « du Colombier » est la partie la mieux conservée du vieux manoir et peut se visiter.